# Alvajärvi (Pihtipudas)
Le lac Alvajärvi est un lac situé à Pihtipudas en Finlande,.

## Présentation
Le lac Alvajärvi a une superficie de 45,63 kilomètres carrés et une altitude de 111,6 mètres.
À l'extrémité nord du lac se trouve le village d'Alvajärvi.
Sur sa rive orientale se trouve le centre de Pihtipudas, où la rivière Heinäjoki s'écoule du lac Alvajärvi au lac Kolima.